# 2016年8月泰国爆炸袭击
2016年8月泰国爆炸袭击是发生于8月11日至12日的一系列爆炸，共造成4人死亡和36人受伤。
8月11日，泰国著名度假胜地华欣发生两起炸弹爆炸。致1名女摊贩死亡和23人受伤，其中伤者大部分为西方游客。次日，除华欣外，在素叻他尼、普吉、董里府再次发生多起爆炸。至少2人死亡、多人受伤。

## 8月11日
当地时间8月11日晚10点20分许，在华欣发生两起炸弹爆炸。一名在街上贩卖水果的泰国妇女死亡，23人受伤，其中包括12名外国人。伤者中包括2名英国人，2名荷兰人，1名德国人和7名来自奥地利和意大利的游客。

## 8月12日

### 华欣
8月12日在华欣发生三起爆炸，造成一人死亡，至少四人受伤。

### 素叻他尼
发生两起连环爆炸，第一枚炸弹被隐藏在素叻他尼海警警局门口的一个花盆里，炸死一名市政府工人。第二枚炸弹在素叻他尼市警察局外爆炸。

### 普吉
8月12日在普吉岛发生两起爆炸袭击。第一起发生在一个旅游胜地洛马公园。第二起发生在芭东区一个警察局附近。

### 董里
董里发生一起爆炸。一人死亡。

## 伤亡
| 国家   | 死亡人数 | 受伤人数 |
| ------ | -------- | -------- |
| 泰國   | 4        | 26       |
| 義大利 |          | 3        |
| 荷蘭   |          | 3        |
| 德国   |          | 3        |
| 英国   |          | 2        |
| 奥地利 |          | 1        |
| 总计   | 4        | 36       |

## 反应
没有任何组织声称对袭击负责。当局强烈怀疑北大年分离主义者是爆炸案的幕后主使。
8月12日，泰国总理巴育·占奥差表示“国家仍然有存心不良的人，试图在公投之前制造事端。”“我们不应该互相埋怨。我们从来没有伤害过任何人或与任何人发生冲突，无论是国内还是国外。”
两名与爆炸案有关的犯罪嫌疑人被逮捕，泰国政府认为他们的动机是“制造混乱和动乱”。